# Дес-Плейнс
Дес-Пле́йнс (англ. Des Plaines; МФА /dɛsˈpleɪnz/) — город в округе Кук, штат Иллинойс, США. 
По данным переписи населения США 2000 года, в городе проживало 58 720 человек, по данным переписи 2010 года эта цифра уменьшилась до 58 364 человек. Дес-Плейнс находится в пригороде Чикаго и расположен неподалёку от Международного аэропорта О'Хара.

## География

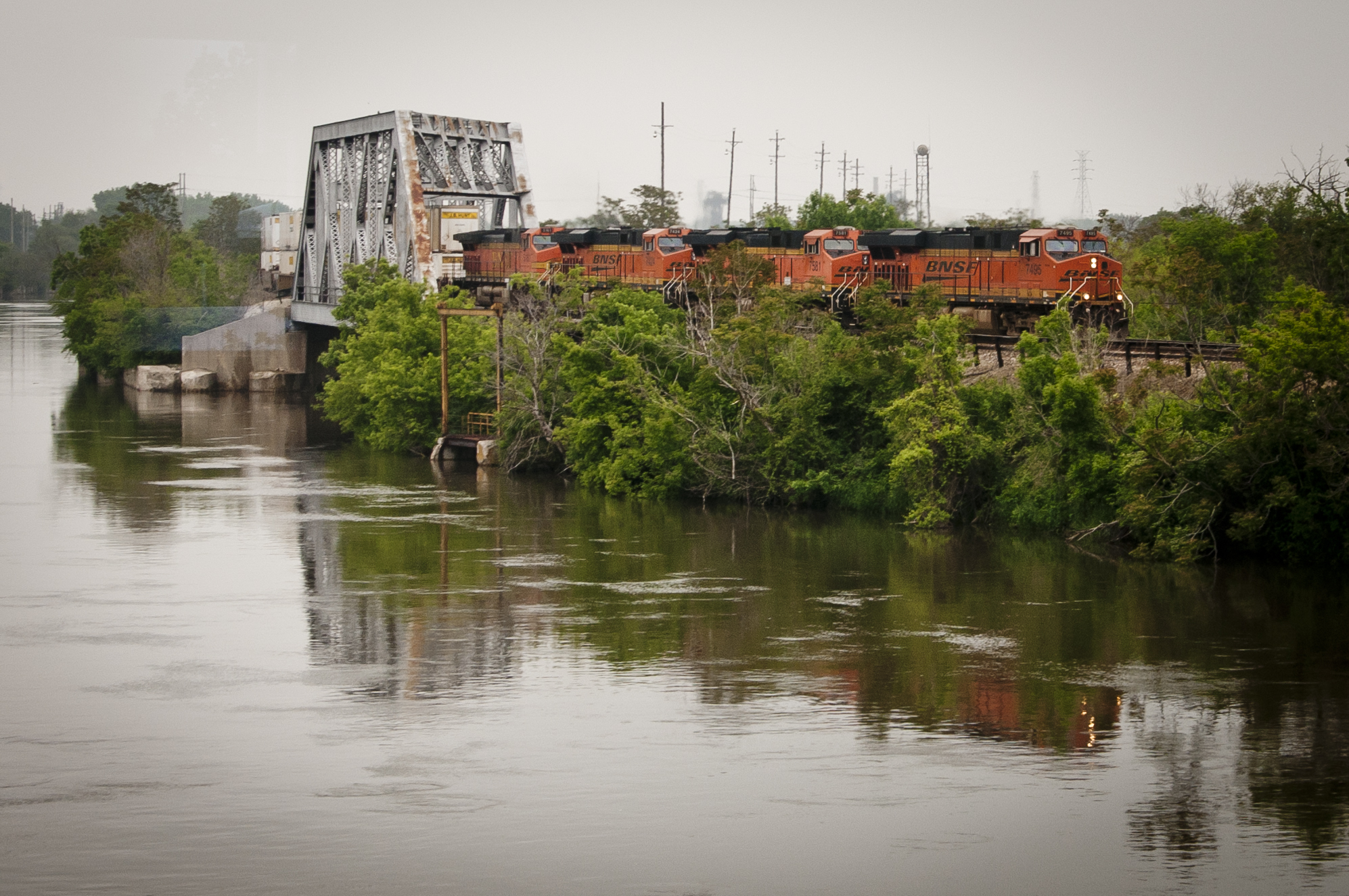
Река Дес-Плейнс и железнодорожный мост через канал (2011)

По данным Бюро переписи населения США, город имеет общую площадь 37,3 км² (14,5 миль²), из которых 0,26 км² водной поверхности. Через город протекает река Дес-Плейнс, от которой он и получил название, имеющее французское происхождение (означая «равнины»).
Восточная часть города расположена в области Дес-Плейнского возмущения, в зоне которого осадочные породы распределены крайне неравномерно. Вероятней всего под городом находится ударный кратер диаметром около 8 км, возникший от падения древнего метеорита размером порядка 61 м. В течение ледникового периода кратер был заполнен и никаких следов на его поверхности в настоящее время не осталось.
Через Дес-Плейнс проходят две межштатные автомагистрали I-90 и I-294.

## Демография
По данным переписи населения 2000 года, общая численность населения составляла 58 720 человек. Зарегистрировано 22 362 домовладения и 15 071 семья. По данным переписи 2010 года население снизилось до 58 364 человек.
Распределение населения по расовому признаку:
- белые — 68,0 %
- афроамериканцы — 1,8 %
- коренные американцы — 0,6 %
- азиаты — 11,4 %
- латиноамериканцы — 17,2 % и др.

28,9 % населения родились в Дес-Плейнсе, 91,8 % живут в своих домах более одного года. 40,8 % населения в возрасте старше пяти лет, говорит не только на английском языке. 87,3 % населения старше 25-и лет имеет среднее образование, 29,4 % обладают степенью бакалавра, магистра и выше.
Распределение населения по возрасту:
- до 5 лет — 5,4 %
- до 18 лет — 20,2 %
- от 65 лет — 16,1 %

Годовой доход на домовладение составляет в среднем $ 60 875. Доход на душу населения — $ 29 220. 6,2 % жителей находится ниже прожиточного минимума. Трудоспособное население затрачивает в среднем 27,5 минут на дорогу на работу.

## История

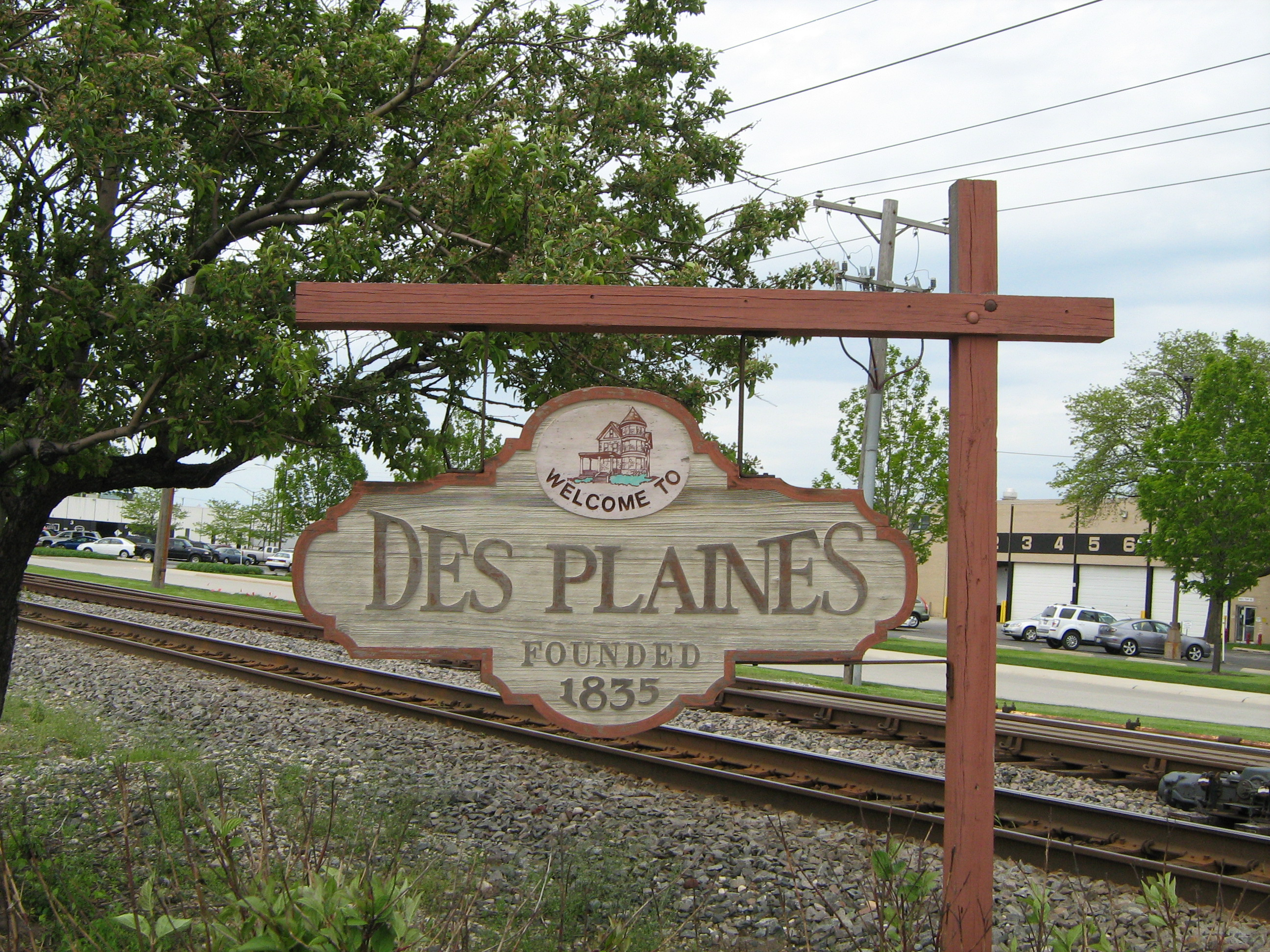
Приветствующая вывеска на въезде в Дес-Плейнс

До прибытия европейцев долину реки на территории нынешнего Дес-Плейнс населяли индейские племена потаватоми, оттава и оджибве. Первые белые поселенцы пришли из восточной части Соединённых Штатов в 1833 году. В течение 1840—1850-х годов сюда прибывали в больших количествах немецкие иммигранты. Немецкий язык был вторым языком почти в каждом доме Дес-Плейнса.
Нынешнее место города фактически определено в 1850-х годах компанией Illinois and Wisconsin Land Company, группой земельных спекулянтов, занимавшихся строительством железной дороги из Чикаго в Джейнсвилл, штат Висконсин. В 1857 году по проложенной железной дороге начал курсировать ежедневный поезд Джейнсвилл—Чикаго, станция вблизи города получила название «Город Рэнд», в честь Сократа Рэнда, одного из первых поселенцев этой местности. В 1859 году компания Chicago and North Western выкупила эту железную дорогу и переименовала станцию в Дес-Плейнс, а в 1869 году это название было официально зарегистрировано и для сообщества.

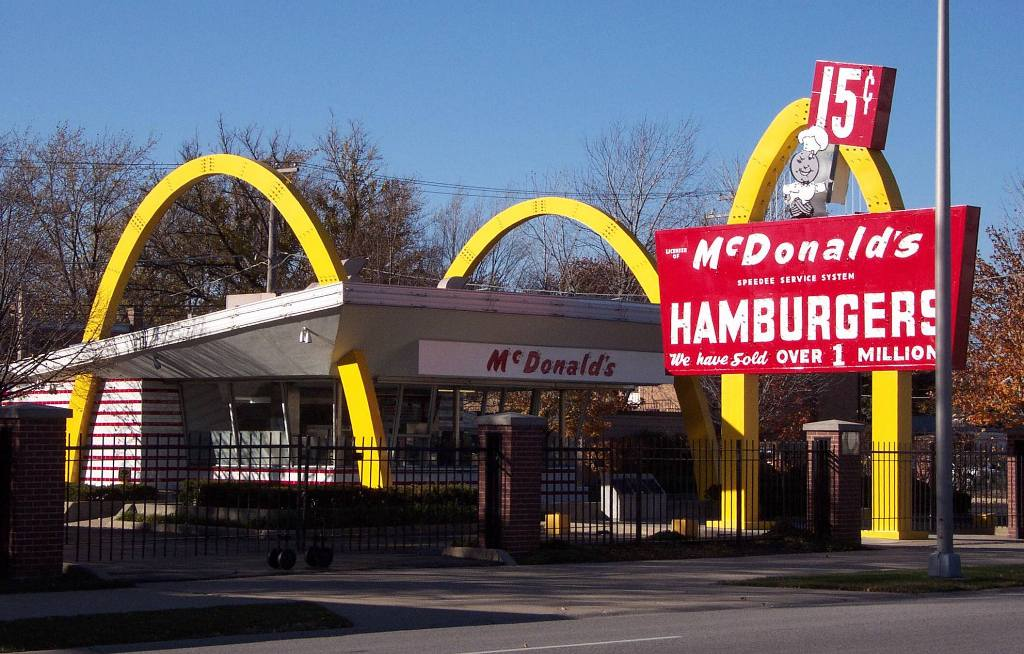
Первый ресторан McDonald’s в Дес-Плейнс, ныне музей

Перепись населения 1870 года показала, что в Дес-Плейнсе проживали 800 человек. В 1873 году сообщество реорганизовано и в 1874 году зарегистрировано со статусом села и его первым президентом Франклином Уайткомбом, местным производителем кирпичей.
В 1925 году избиратели одобрили предложение о реформе городского правительства, появилась должность мэра, которую первым занял Х. Т. Беннет. В том же году деревня Ривервью, расположенная к югу от Дес-Плейнс, была включена в состав города, добавив новые земли, объекты промышленности и жилые дома.
После Второй мировой войны, переселение жителей Чикаго, а также развитие Международного аэропорта О'Хара на месте бывших садов, обеспечило стремительный рост Дес-Плейнса. Его население увеличилось с 9 тыс.до более чем 50 тыс.
В 1955 году бизнесмен Рэй Крок открыл первый ресторан, основанной им корпорации McDonald’s в Дес-Плейнс. Этот ресторан существует и по сей день, ныне в нём располагается музей.

## Экономика
По данным на 2010 год крупнейшими работодателями Дес-Плейнса были:
| №  | Работодатель                                | Число сотрудников |
| -- | ------------------------------------------- | ----------------- |
| 1  | UOP LLC                                     | 1900              |
| 2  | Медицинский центр «Святая семья»            | 1036              |
| 3  | Колледж Оактон                              | 990               |
| 4  | Объединённый школьный округ сообщества № 62 | 760               |
| 5  | Juno Lighting                               | 650               |
| 6  | Sysco                                       | 650               |
| 7  | Городские службы                            | 626               |
| 8  | Wheels                                      | 550               |
| 9  | Hart Schaffner & Marx                       | 500               |
| 10 | Abbott Laboratories                         | 500               |